# Coach (begeleider)
Een coach of begeleider houdt zich bezig met de coaching van een persoon of groep  bij:
- het verrichten van (bijzondere) fysieke (sportieve) handelingen
- het uitvoeren van complexe handelingen
- het vinden van antwoorden op vragen
- het vinden van oplossingen voor problemen
- het benutten van ongebruikte mogelijkheden
- het ontwikkelen van kennis en vaardigheden

Volgens de Kamer van Koophandel telde Nederland in 2023 meer dan 100 000 coaches, 2½ keer zoveel als in 2013.

## Verschillende typen coach

### Sportcoach
Het woord 'coach' werd in de sport voor het eerst in de huidige betekenis gebruikt. Een coach is in de sportwereld niet uitsluitend een trainer die zich met de pure sportieve prestaties bezighoudt, maar ook een begeleider van de sporter op geestelijk en emotioneel gebied gerelateerd aan de sportactiviteiten.

### Bedrijfscoach
Coaching in het bedrijfsleven kent verschillende stijlen en vormen. Bijvoorbeeld:
- Executive coaching (gericht op de ontwikkeling van leiderschap; het strategisch denken van bijvoorbeeld topmanagers staat hierbij voorop)
- Businesscoaching (gericht op de ontwikkeling van ondernemerschap; deze vorm is afgeleid van executive coaching)
- Personal coaching ofwel lifecoaching (gericht op persoonlijke zaken zoals balans tussen werk en privé)
- Preventieve coaching (gericht op het voorkomen van uitval van waardevolle medewerkers)
- Loopbaancoaching (gericht op outplacement, re-integratie of heroriëntatie qua werk en functie)
- Performance coaching (gericht op de ontwikkeling van specifieke individuele competenties en vaardigheden)
- Teamcoaching (gericht op teamontwikkeling)

### Werkcoach
Bij UWV WERKbedrijf wordt de begeleider van een werkzoekende een werkcoach genoemd.

### Studiecoach
Coaching in het studentenleven komt voor in verschillende vormen.
Het belangrijkste onderdeel van een studiecoach is het verhogen van de leervaardigheid. Meestal is een studiecoach een student van een hoger leerjaar, die een andere student van een lager leerjaar bijspijkert op een voor een student van een lager leerjaar moeilijk vak.
Het is de bedoeling om het niveau van de coach en dat van de student omhoog te halen.

### Persoonlijke coach
Ook buiten de specifieke context van sport, bedrijf of studie kan men gebruikmaken van een coach. Centraal staat dan een specifieke vraag of aandachtspunt.
- Gezondheidscoaching (gericht op vragen en problemen op het gebied van de gezondheid).
- Sekscoaching (gericht op de vragen en problemen op het gebied van seksualiteit en intimiteit).

### Verwante vormen
Sommige activiteiten, die strikt genomen geen coaching zijn, worden ook wel coaching genoemd. Voorbeelden zijn:
- Mediation; hierbij wordt de coach mediator genoemd. Een mediator vormt een neutrale gesprekspartner, die zich bezighoudt met problemen en conflicten.
- Counseling; hierbij wordt de coach counselor genoemd. Een counselor richt zich specifiek op emotionele (psychosociale) vragen en problemen.

### Dierencoach
Een dierencoach is iemand die dieren gebruikt in de begeleiding van mensen. Dierencoaching wordt toegepast bij het helpen van mensen met autisme (bijvoorbeeld met gebruik van autismegeleidehonden) en mensen met een handicap (zoals geleidehonden voor blinden), maar ook bij dierentherapie voor behandeling van mensen met een trauma. In het laatste geval wordt ook wel gesproken van een therapiedierbegeleider, die samenwerkt met een therapeut.